# Tangcun (sockenhuvudort i Kina, Jiangxi Sheng, lat 25,54, long 115,34)
Tangcun är en sockenhuvudort i Kina. Den ligger i provinsen Jiangxi, i den sydöstra delen av landet, omkring 350 kilometer söder om provinshuvudstaden Nanchang. Antalet invånare är 6 933. Befolkningen består av 3 453 kvinnor och 3 480 män. Barn under 15 år utgör 31 %, vuxna 15-64 år 60 %, och äldre över 65 år 7,0 %.
Runt Tangcun är det ganska tätbefolkat, med 129 invånare per kvadratkilometer. Närmaste större samhälle är Longbu, 8,2 km söder om Tangcun. I omgivningarna runt Tangcun växer i huvudsak blandskog.
Genomsnittlig årsnederbörd är 1 895 millimeter. Den regnigaste månaden är maj, med i genomsnitt 339 mm nederbörd, och den torraste är oktober, med 17 mm nederbörd.